# Monarcha Tuvalu
Monarcha Tuvalu – tytuł głowy państwa Tuvalu, którym obecnie jest król Karol III. Tuvalu jest jednym z królestw Wspólnoty Narodów (Commonwealth Realm), podobnie jak Australia czy Wyspy Salomona, które związane jest unią personalną z Koroną brytyjską.

## Tytulatura
Tytuł Karola III jako króla Tuvalu brzmi:
- Charles III, by the Grace of God, King of Tuvalu and His other Realms and Territories, Head of the Commonwealth
- Karol III, Z Bożej łaski król Tuvalu i jego innych Królestw i Terytoriów, głowa Wspólnoty Narodów.

Króla na Tuvalu zastępuje gubernator generalny.

## Monarchowie Tuvalu
- od 1978–2022: Elżbieta II
- od 2022: Karol III